# Juan Artola
Juan Artola Letamendía (San Sebastián, 29 de novembro de 1895 - 1937) foi um futebolista profissional espanhol, medalhista olímpico.
Juan Artola   representou seu país nos Jogos Olímpicos de Verão de 1920, na Antuérpia, ganhando a medalha de prata.